# قاري صلاح الدين أيوبي
قاري صلاح الدين أيوبي هو سياسي وعسكري أفغاني من حركة طالبان يشغل منصب نائب وزير التعمير والتنمية الريفية الأفغاني منذ 4 مارس 2022.